# Melissa Martin (golf)
Pour les articles homonymes, voir Melissa Martin et Martin.
Melissa Martin dit Mo Martin, née le 8 octobre 1982 à Pasadena, est une golfeuse professionnelle américaine évoluant sur le LPGA Tour. Au cours de sa carrière, elle a notamment remporté un tournoi majeur : l'Open britannique en 2014.